# Basilica del Santo Sepolcro (Barletta)
La basilica collegiata del Santo Sepolcro è una delle principali chiese di Barletta. La chiesa fin dalla fondazione conserva uno stretto legame con la Terra santa e il sepolcro di Cristo. 
Situata in una posizione strategica tra due antichi e importanti assi di comunicazione viaria (la via Francigena adriatica da un lato e la via per Canosa che immette sulla via Traiana dall'altro), la chiesa è stata meta di transito per i pellegrini diretti in Terra santa e per i crociati in viaggio, dal porto di Barletta, verso Gerusalemme.
Alla chiesa fu addossato l'antico Ospedale dei pellegrini che risale al periodo compreso tra la fine dell'XI secolo e l'inizio del XII secolo.
All'interno dell'edificio è conservato il Tesoro della Basilica del Santo Sepolcro.
L'attuale parroco è don Mauro Dibenedetto e il vicario è don Mauro Sarni. 

## Storia
Il primo documento che attesta con certezza l'esistenza della chiesa risale al 1130 (lo stesso anno in cui fu riconosciuto l'Ordine dei canonici del S. Sepolcro da parte di papa Innocenzo II).
Nel 1138 in un'altra bolla di papa Innocenzo II viene indicata per la prima volta l'ubicazione della chiesa. 
Nel 1144 si fa cenno alla fondazione del tempio per opera dei Cavalieri del Santo Sepolcro che, tornati dalla Palestina, l'avevano realizzata, insieme ad altri edifici religiosi e civili in tutta la Puglia.
Uno degli ultimi documenti papali che ascriverebbero la presenza della chiesa del Santo Sepolcro a Barletta è la bolla papale del 14 luglio 1182 con la quale, riferendo al priore di Gerusalemme i possedimenti della chiesa patriarcale, il Papa cita la chiesa del Santo Sepolcro apud Barlettum

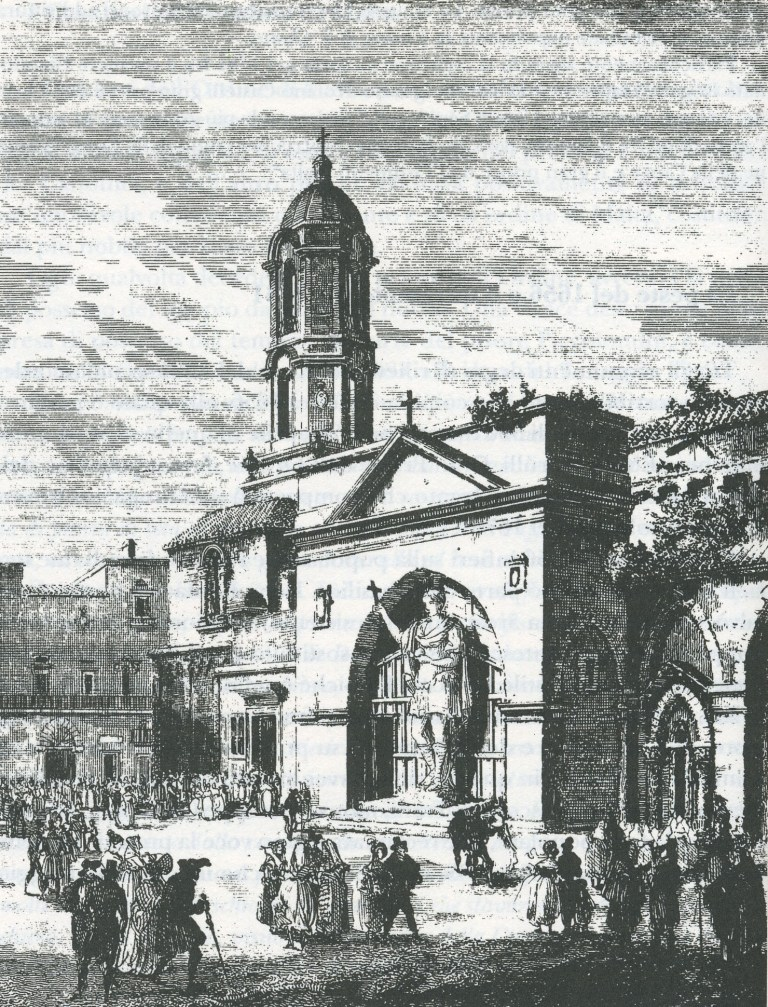
L'antico Sedile del popolo sul fronte settentrionale

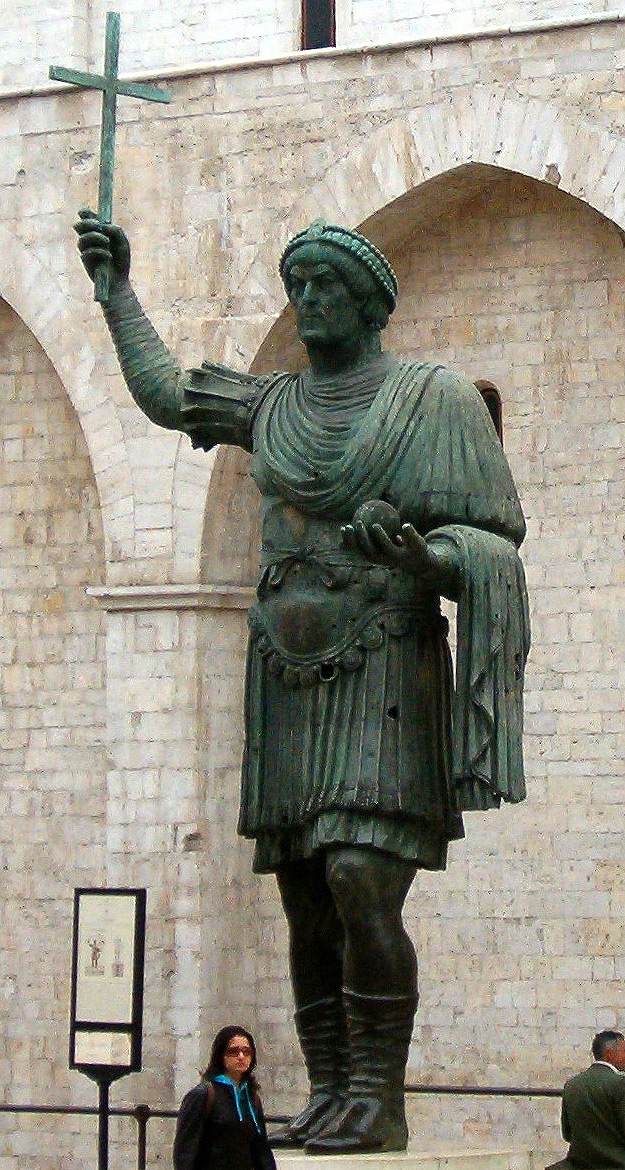
Il Colosso nei pressi del prospetto nord

A fianco della chiesa fu costruito l'Ospedale dei pellegrini.
La differenza di caratteri stilistici presenti nella basilica fa ritenere comunque che i tempi della costruzione si siano protratti per oltre un secolo.
Nel 1291, dopo il fallimento della nona e ultima crociata e in seguito alla caduta di San Giovanni d'Acri, si rifugió a Barletta il patriarca di Gerusalemme Randulphus, il quale secondo l'antica tradizione portó con sé preziosi cimeli da Gerusalemme. Fra questi la preziosa stauroteca contenente un frammento del vero legno della Croce di Cristo, che da quel momento è particolarmente venerato nella chiesa del Sepolcro. 
Nel 1312, Roberto d'Angiò ordinò che venisse restaurato il portico antistante la chiesa e che per l'occasione fosse affissa una lapide commemorativa, scoperta durante i lavori di restauro del 1918.
Nel 1400, a causa delle condizioni di degrado in cui versava, l'ospedale del Santo Sepolcro fu ricostruito per intero. A memoria del primitivo uso prese la denominazione di Ospedale dei Pellegrini.
Nel 1456 un terremoto provocò gravi danni al campanile, situato sull'ala nord-ovest della chiesa.
Nel 1489 papa Innocenzo VIII inglobò l'ordine dei Canonici del Santo Sepolcro con quello dei Cavalieri di San Giovanni Gerusalemme ( Ordine di Rodi poi di Malta) che già avevano a Barletta dal 1170 uno dei 7 (Gran) Priorati italiani (con 11 commende dipendenti e i Baliati di Venosa e Monopoli-Fasano).
Nel 1533 il viceré di Napoli nominò alla carica di priore del Santo Sepolcro un cavaliere gerosolimitano: tale fra Carlo Padone. Quando alla sua morte, nel 1556, questi affidò il priorato della chiesa ai Cavalieri dell'Ordine di Malta, questi ultimi presero effettivo possesso sia della chiesa sia della domus del Santo Sepolcro.
Nel 1549 fu ampliato l'ospedale del S. Sepolcro.
Nel 1618 fu fondata nel S. Sepolcro la confraternita di S. Carlo Borromeo. Nella quarta campata della navata di destra si conserva il sepolcro dei confratelli. In corrispondenza di questo, vi è la tela del Santo.
Nel 1708 si costituì all'interno della chiesa l'Arciconfraternita del Santo Legno della Croce erede della quattrocentesca confraternita del "Corpus Christi" poi estinta. 
Nel 1770 fu demolito il porticato antistante la facciata principale della chiesa. Restò in piedi la sola arcata che metteva in comunicazione la chiesa con l'ospedale. Nello stesso anno, anche il campanile cinquecentesco che sorgeva sulla cupola del presbiterio fu sostituito da una mastodontica torre campanaria barocca.
Nel 1799 l'arrivo a Barletta dei francesi coincise con la sospensione dell'Ordine dei Cavalieri di Malta. i cui beni furono parzialmente restituiti tra il 1815 e il 1826. I tre Priorati del sud Italia (gli altri Messina e Capua) furono però riuniti nel 1839 in un unico Gran Priorato delle Due Sicilie con sede a Napoli. 
Nel 1852 la chiesa del Santo Sepolcro fu elevata a Collegiata da Pio IX con successiva ratifica di Ferdinando II di Borbone. 
Tuttavia durante la fine del XIX secolo il Santo Sepolcro andò incontro a un notevole stato di degrado e gli edifici vicini a un totale stato di abbandono.
Nel 1908 la chiesa del Santo Sepolcro fu elevata a parrocchia.
Negli anni trenta e quaranta ci furono numerosi lavori di restauro che hanno visto per primi l'abbattimento del corpo di fabbrica antistante l'Ospedale dei Pellegrini; l'abbassamento del livello del suolo esterno lungo il fronte principale (lato ovest) e quello laterale (lato nord, corso Vittorio Emanuele); il restauro dell'antico coro.
Nel 1951 Pio XII decorò la chiesa del Santo Sepolcro della dignità di basilica minore.
Nel periodo compreso tra il 1968 e il 1972 vi fu un complesso restauro dell'intera fabbrica che portò al rinvenimento di reperti della basilica medievale e alla riproposizione della copertura della chiesa, come nella sua forma originaria.

## Ubicazione

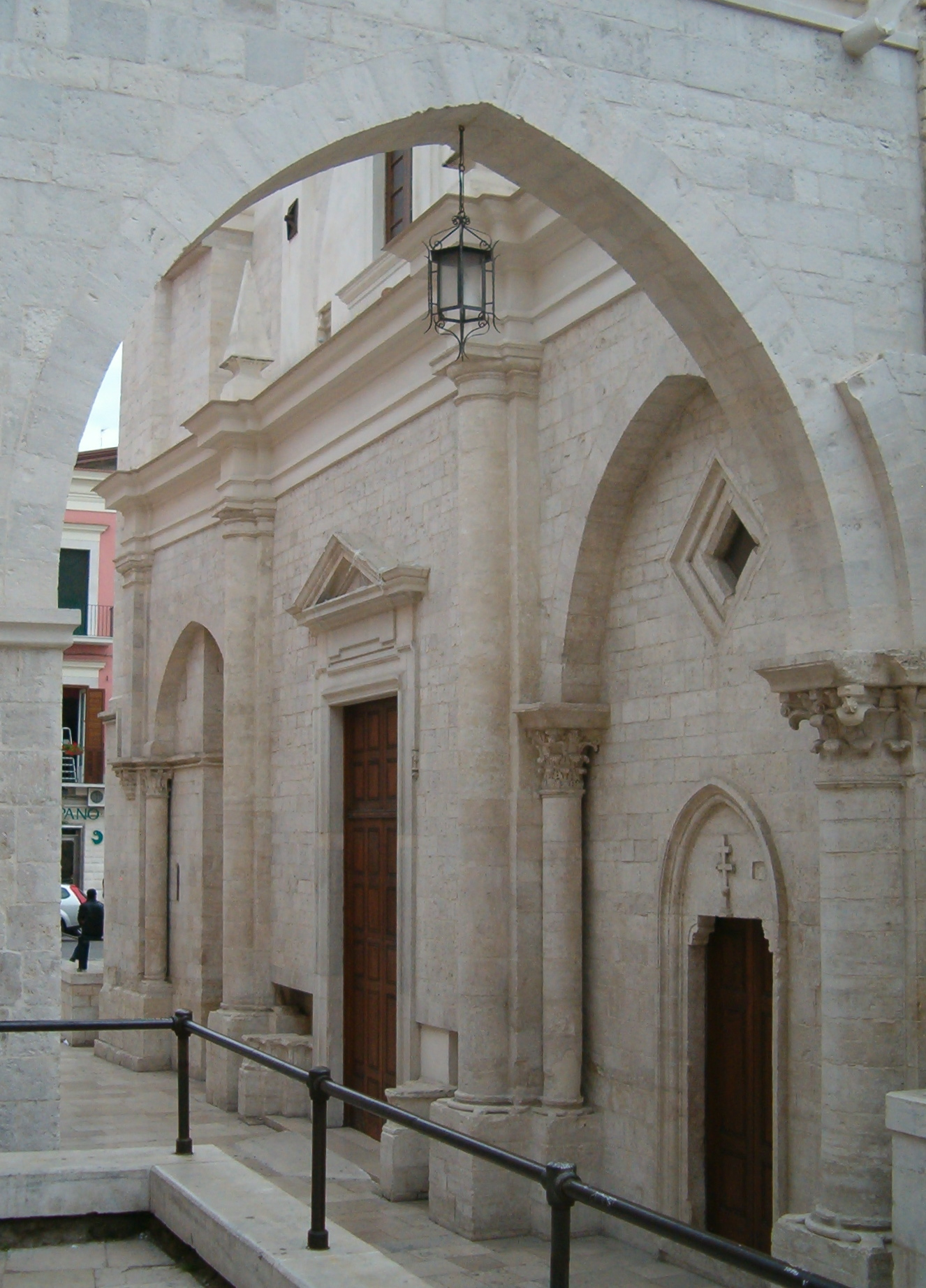
Il portale ovest d'ingresso

La chiesa é orientata verso est, secondo la tradizione cristiana. Il luogo di costruzione dell'edificio é un punto strategico d'intersezione di due importanti assi viari, la via per Canosa che collega Barletta a Roma, e la via Francigena, che collega la città con Siponto, ossia l'antica strada utilizzata dai pellegrini in viaggio verso la Terra santa.
Intorno alla basilica fu edificato il borgo omonimo, terzo quartiere dopo il Borgo Santa Maria e il Borgo di San Giacomo. 
Alla Basilica erano affiancati altri edifici quali l'ospedale e la casa dei Canonici, che aveva un accesso di comunicazione diretta con la chiesa.

## Architettura

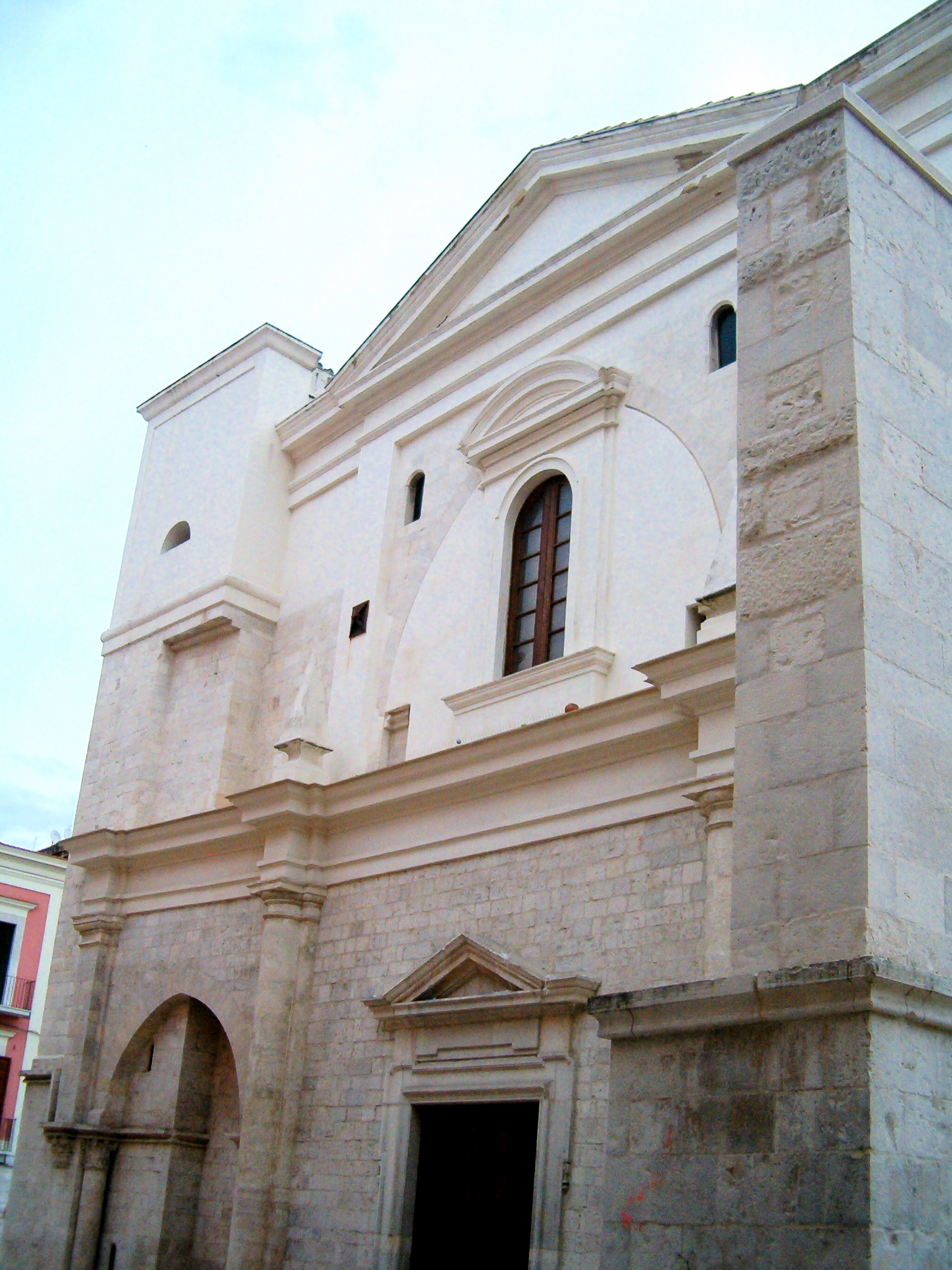
Particolare del fronte ovest della Basilica

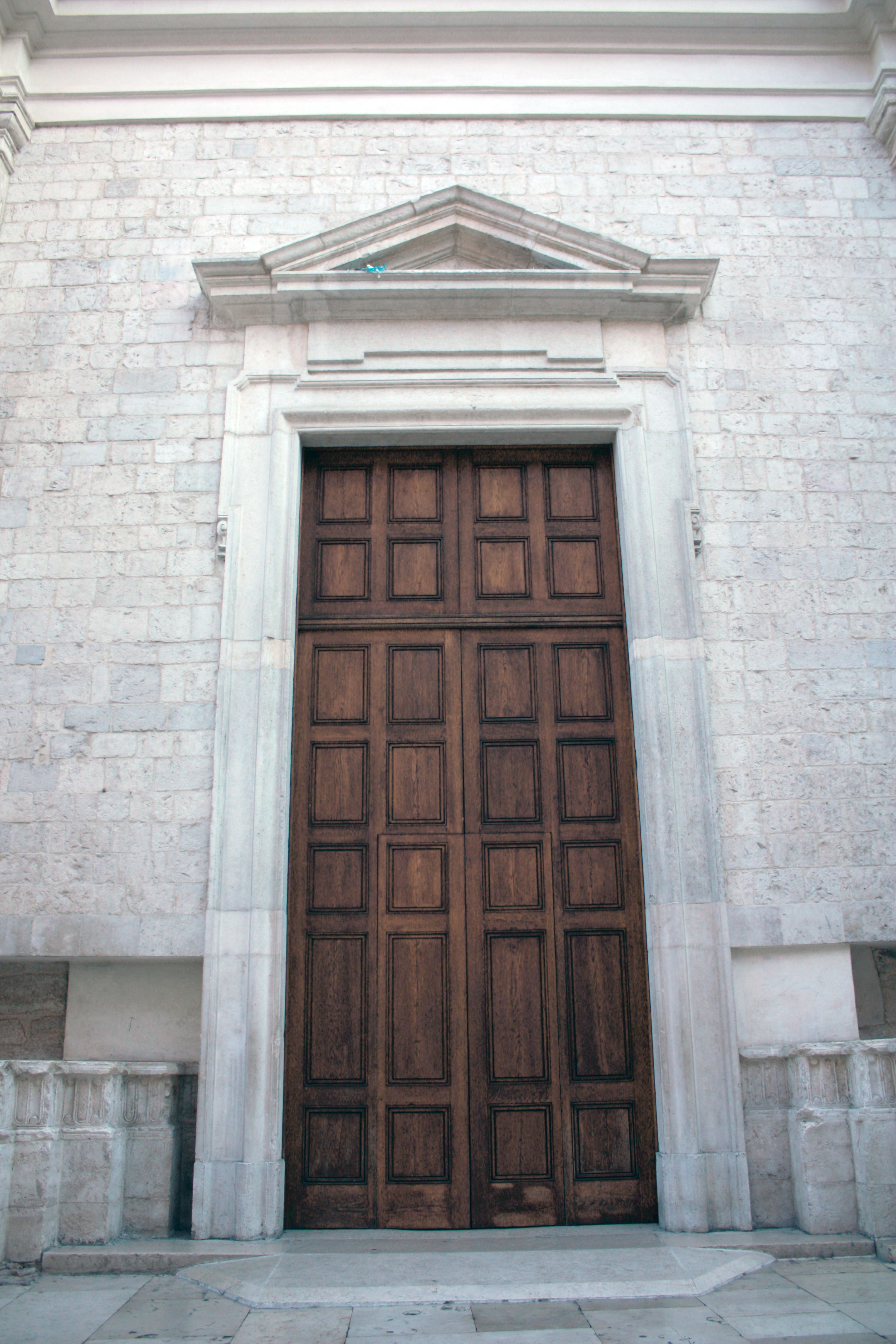
Portale principale della Basilica

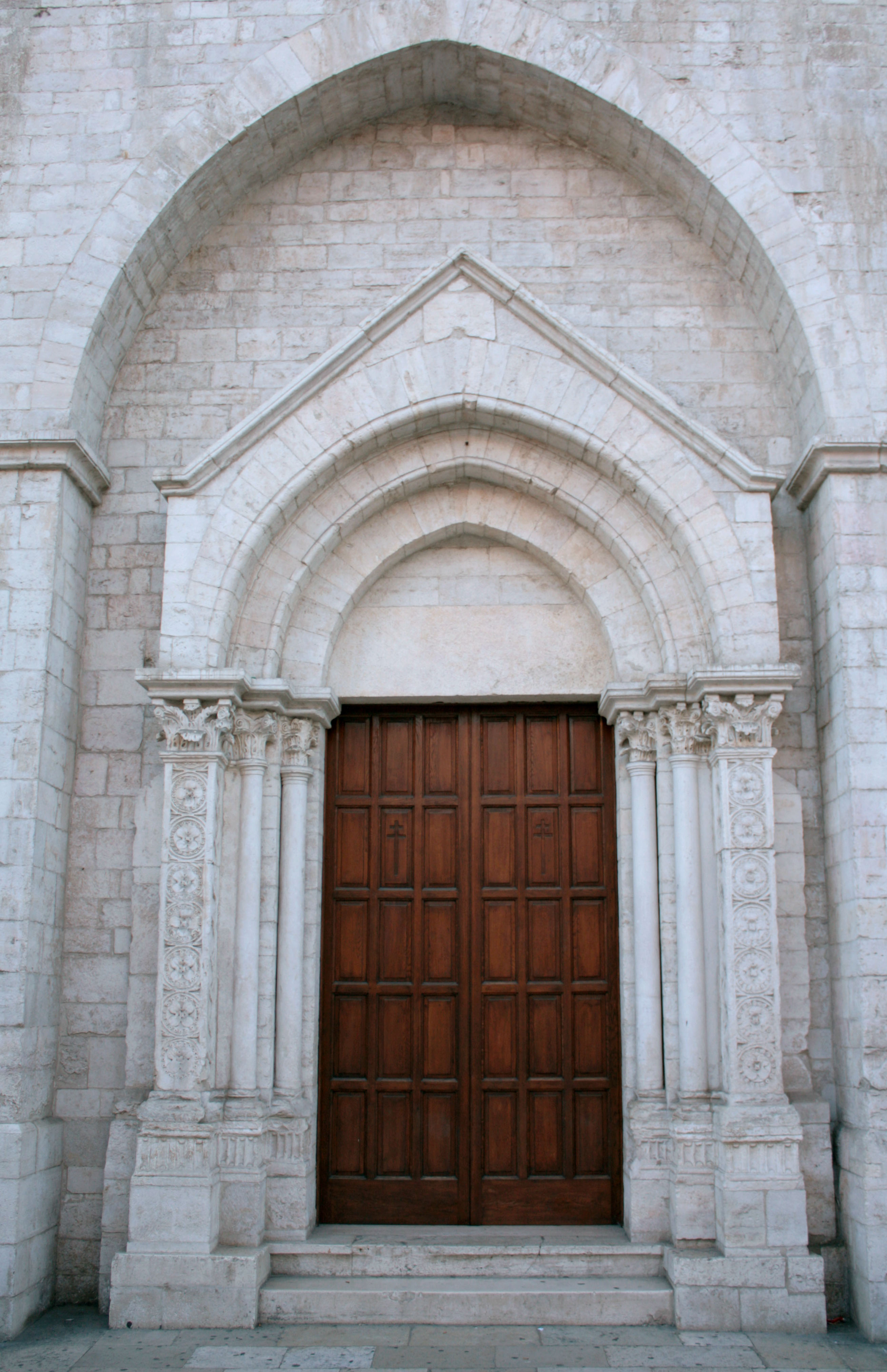
Portale su corso Vittorio Emanuele

La basilica è caratterizzata da uno stile gotico temperato.
A nord volge il suo fronte longitudinale su corso Vittorio Emanuele; a ovest vi è l'ingresso principale, con l'attiguo sagrato in un'area unicamente pedonale, che conserva ancora una porzione dell'antico portico; a sud è affiancato ad altri edifici, in antichità vi era l'ospedale; a est le tre absidi si affacciano su corso Garibaldi.

### L'esterno
La chiesa del Santo Sepolcro è caratterizzata da un assetto longitudinale con orientamento est-ovest, con l'altare posto a oriente.
- Prospetto ovest

Per accedervi è necessario scendere alcuni gradini.
Il fronte principale, quello occidentale, è caratterizzato da una tripartizione orizzontale e verticale. Il livello inferiore è caratterizzato da pietra faccia vista, mentre quello superiore è quasi interamente intonacato o scialbato.
Analizzando il prospetto in maniera orizzontale vi è al centro il portale d'accesso alla chiesa sovrastato da un timpano triangolare, mentre ai due lati vi sono due archi a sesto acuto: quello a sinistra ingloba una porzione della torre posta a nord-ovest; quello a destra vede la presenza di un accesso che conduce alla relativa navata laterale. La parte inferiore centrale del prospetto è divisa da quelle laterali da una semicolonna per parte addossata a una parasta, mentre le due parti laterali sono delimitate alle estremità da singole paraste. Tutti questi elementi verticali sorreggono una trabeazione modanata su cui si erge il secondo livello.
Il livello superiore è caratterizzato da una tripartizione meno marcata ma comunque presente. Al centro della facciata vi è una finestra con terminazione ad arco, sormontata da una cornice e da un timpano curvilineo. Tale composizione risulta inglobata in un arco a tutto sesto in pietra, a sua volta incorniciato da due paraste e dalla trabeazione sovrastante, interamente intonacati. Alle paraste in facciata sono attualmente ancorate delle catene, inserite dopo i recenti restauri per ovviare al fenomeno dello spanciamento. A concludere l'asse verticale vi è il timpano, che interessa in larghezza l'intera ampiezza della navata centrale. La porzione laterale sinistra vede, anche al secondo livello, la presenza parziale della torre d'angolo mentre quella destra è semplicemente intonacata.
- Prospetto nord

Il prospetto settentrionale si trova sotto il livello della sezione stradale, per cui per accedervi è necessario scendere alcuni gradini.
Partendo nella descrizione da ovest verso est, è caratterizzato innanzitutto dalla presenza della torre d'angolo, scavata alla base da un arco sorretto da due colonne. La torre si presenta interamente con pietra a faccia vista tranne che per la parte superiore, intonacata e divisa dalla parte sottostante mediante una cornice. Al suo fianco una torre di altezza inferiore, anch'essa scavata da un arco a sesto acuto, senza però la presenza delle colonne, con materiale lapideo a vista nella parte inferiore, intonaco nella parte superiore e nel mezzo una bifora. Procedendo verso est il prospetto viene scandito secondo un passo costante da sei archi a sesto acuto scavati nella muratura, tutti provvisti di una sottile feritoia allungata verticalmente. In corrispondenza dei sei archi, al livello superiore vi sono altrettanti porzioni di muro, divise tra loro da opportune paraste, sui quali vi sono sei tetti piramidali, corrispondenti alle sei sottostanti campate. Sull'apice di ogni piramide vi è una piccola croce o una statuina, com'è uso frequente di alcune chiese locali. Il secondo dei sei archi viene bucato dal portale d'accesso laterale alla chiesa, caratterizzato da una scalettatura verso l'interno, che sembra invitare il fedele a entrare nel tempio. Nella parte più orientale di questo prospetto trova posto il corpo di fabbrica del transetto, mentre a est è situato il volume del nartece e degli ambienti sovrastanti, in una contrapposizione che ricorda alcune cattedrali romaniche della Renania (Magonza, Worms, Spira). La visione completa del prospetto viene però interrotta dalla presenza del Colosso che troneggia sul suo ampio basamento dinanzi alla facciata della Basilica.
- Prospetto est

Il prospetto orientale si affaccia su corso Vittorio Emanuele e presenta tre absidi, corrispondenti alle navate interne, con quella centrale naturalmente più ampia delle due laterali. In una visione esterna del prospetto l'abside a destra è scavata, in maniera lievissima, da quattro archi ed è interrotta nel mezzo da una finestra. L'abside centrale è scavata da sette archi, di cui quello centrale di luce maggiore rispetto agli altri, interrotta nel mezzo da una bucatura. L'abside a sinistra è molto simile alla prima descritta ma viene interrotta da una porta anziché da una finestra. Tutte e tre le strutture absidali sono costituite da coperture semiconiche addossate alla parete orientale della Basilica. In alto nel mezzo della facciata svetta per altezza la copertura della navata centrale, con una finestra al centro.
- Prospetto sud

Il prospetto sud confina con altri edifici adiacenti per cui non è possibile descriverlo in maniera analitica.

### L'interno
La chiesa si presenta con impianto basilicale a tre navate, scandite da sette campate, il braccio trasversale del transetto e un'abside terminante per navata.
All'ingresso della chiesa vi è il nartece, un ambiente di transizione più basso delle navate e sovrastato da altri ambienti.  Nell'angolo sinistro del nartece, dunque non appena entrati nella chiesa, trova posto la scala d'accesso al piano superiore e ai matronei. Il passo delle campate è scandito da sette archi a sesto acuto, impostati sulla trabeazione interna della navata centrale, che divide a sua volta il livello inferiore da quello superiore in cui giacciono i matronei. La navata centrale risulta dunque formata da sette quadrilateri, coperti con volte a ogiva. All'intersezione tra navata centrale e transetto vi è lo spazio quadrilatero in cui insistono l'altare e il presbiterio. Sull'altare maggiore troneggia un crocifisso ligneo.
Il coro retrostante è illuminato dalla feritoia allungata verticalmente, letta dall'esterno dell'abside centrale.
Alla sinistra del portale maggiore è affissa una lapide che commemora la consacrazione della chiesa e dell'altare maggiore avvenuta il 24 febbraio 1726, per mano di don Nicola de Queralt, originario di Barletta.

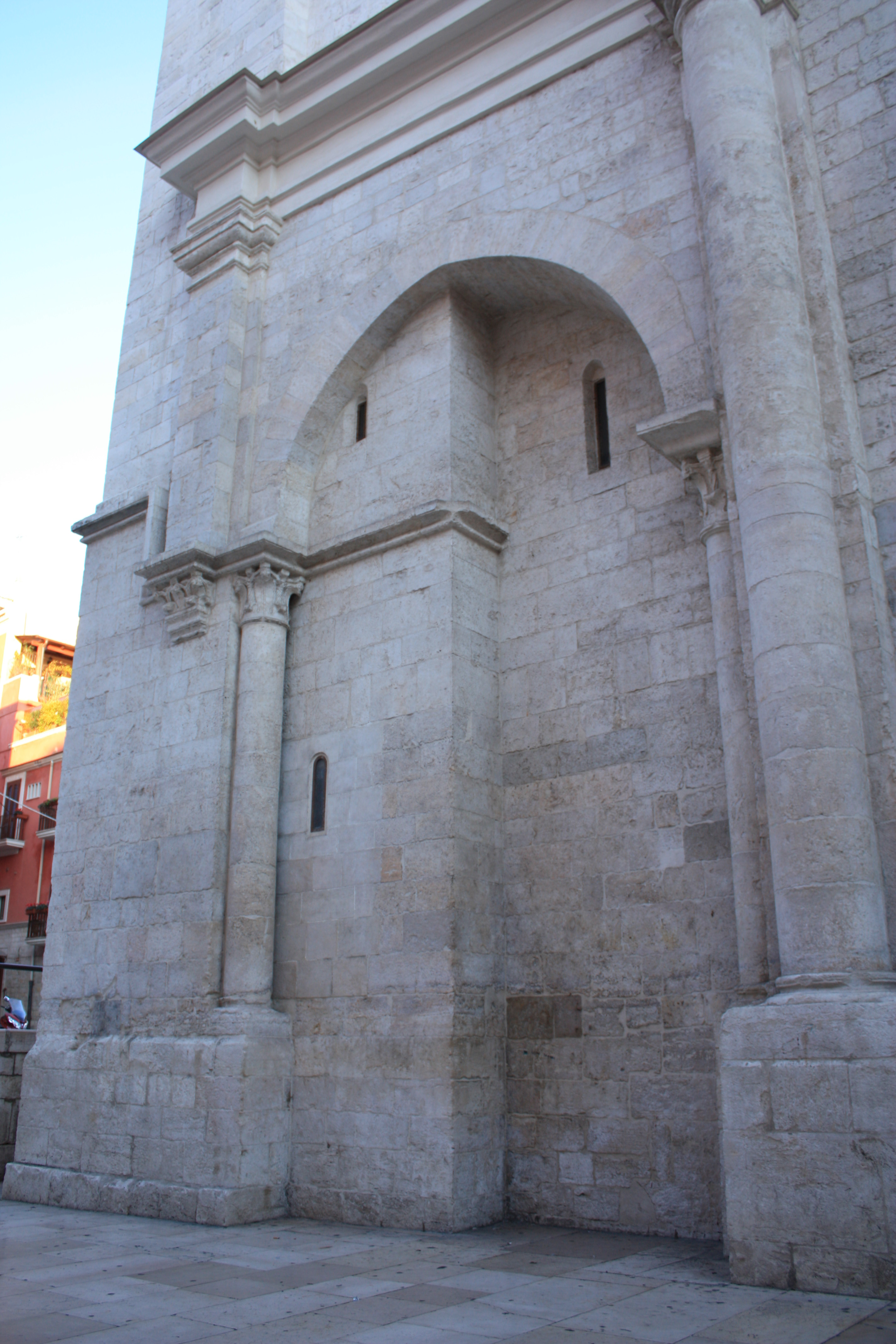
Particolare dell'antico campanile sul prospetto ovest

### I campanili
Nel corso della sua storia la basilica del Santo Sepolcro ha visto alternarsi tre campanili.
La prima torre campanaria era situata nell'angolo nord-ovest, nei pressi dell'accesso principale e durante il periodo aragonese vi fu l'inserimento del primo orologio cittadino. Il terremoto del 1456 provocò gravi lesioni alla struttura ma non fu abbattuto subito, bensì durante la guerra tra francesi e spagnoli, intorno al 1500.
Il secondo campanile fu edificato intorno al 1515 durante il periodo spagnolo. Si trovava sul basamento del transetto, dunque nella parte occidentale della chiesa e aveva una forma ottagonale. Dopo due secoli, a causa del terremoto del 1731 venne abbattuto per evitare ulteriori possibili danni.
Il terzo campanile, in stile barocco, fu edificato nel corso del XVIII secolo ma subito mostrò segni d'instabilità e verso la fine del secolo successivo mostrava crepe su uno dei quattro pilastri, così nel 1903 si decise il suo abbattimento.

### Gli orologi
La basilica del Santo Sepolcro è stata negli anni sede di quattro orologi.
Il primo fu montato nel 1442 sulla torre campanaria nell'angolo nord-ovest della chiesa, sulla sopraelevazione della torre che ancora oggi si erge affacciandosi su corso Vittorio Emanuele. Il fatto di essere stato inserito in una struttura sopraelevata a una già esistente ha contribuito al danneggiamento della torre in seguito al terremoto del 1456. Venne abbattuto agli inizi del secolo successivo.
Il secondo orologio fu inserito nel 1515 in una piccola torre edificata accanto al campanile cinquecentesco, nei pressi del transetto. Fu abbattuto insieme alla relativa torre nel 1731.
In seguito all'abbattimento del 1731 l'orologio fu spostato sulla torre di nord-ovest ma durante i lavori di costruzione del terzo campanile, quello barocco, smise di funzionare e fu riparato solo sette anni dopo.
Nel 1885 l'orologio fu poi spostato su una torre edificata sul cosiddetto sedile del popolo, l'avancorpo della chiesa posto sul retro del Colosso e nel 1918 fu rimosso.

## Il Tesoro della Basilica del Santo Sepolcro
Nel 1291, dopo la presa di San Giovanni d'Acri, furono messe in salvo alcune delle reliquie del Santo Sepolcro di Gerusalemme e condotte a Barletta, custodite nella Basilica omonima.
Oggi è possibile visitare e apprezzare il Tesoro del Santo Sepolcro nella cappella sovrastante il nartece della Basilica, decorata da preziose icone risalenti al XIII secolo e diversi affreschi del XIV secolo.
Il tesoro annovera:
- la Croce Patriarcale binata;
- il Tabernacolo con il Cristo in Maestà in mandorla;
- la Colomba eucaristica in rame dorato;
- l'Ostensorio risalente al XII secolo.
- il Breviario-Rituale di origine gerosolimitana, del XII secolo.

## Le processioni legate alla Basilica del Santo Sepolcro
La basilica del Santo Sepolcro durante l'anno è punto di partenza di due note processioni, entrambe serali e legate al culto del Santo Legno della Croce: una si tiene nel giorno del Venerdì Santo, l'altra il 14 settembre.
- La processione serale del Venerdì Santo[13] fonda le sue origini nel XIII secolo e inizialmente procedeva in un percorso molto breve che conduceva dall'accesso laterale della chiesa, passando per l'esterno rientrando dall'accesso principale. Oggi la processione ha un tragitto più lungo attraversando alcune delle più importanti vie della città e osservando quattro fermate cariche di valori simbolici risalenti al passato.
- La processione del 14 settembre si riferisce al voto effettuato in occasione della peste del 1656, quando l'intera popolazione barlettana, dopo aver invocato l'intervento divino fece voto al Santo Legno della Croce, a Gesù Sacramentato alla Madonna dello Sterpeto e a San Ruggero. Tenutasi per la prima volta il 3 maggio 1657, negli alla fine del 1960 fu spostata all'attuale giorno di ricorrenza, in occasione dell'Esaltazione della Croce.

## Galleria d'immagini

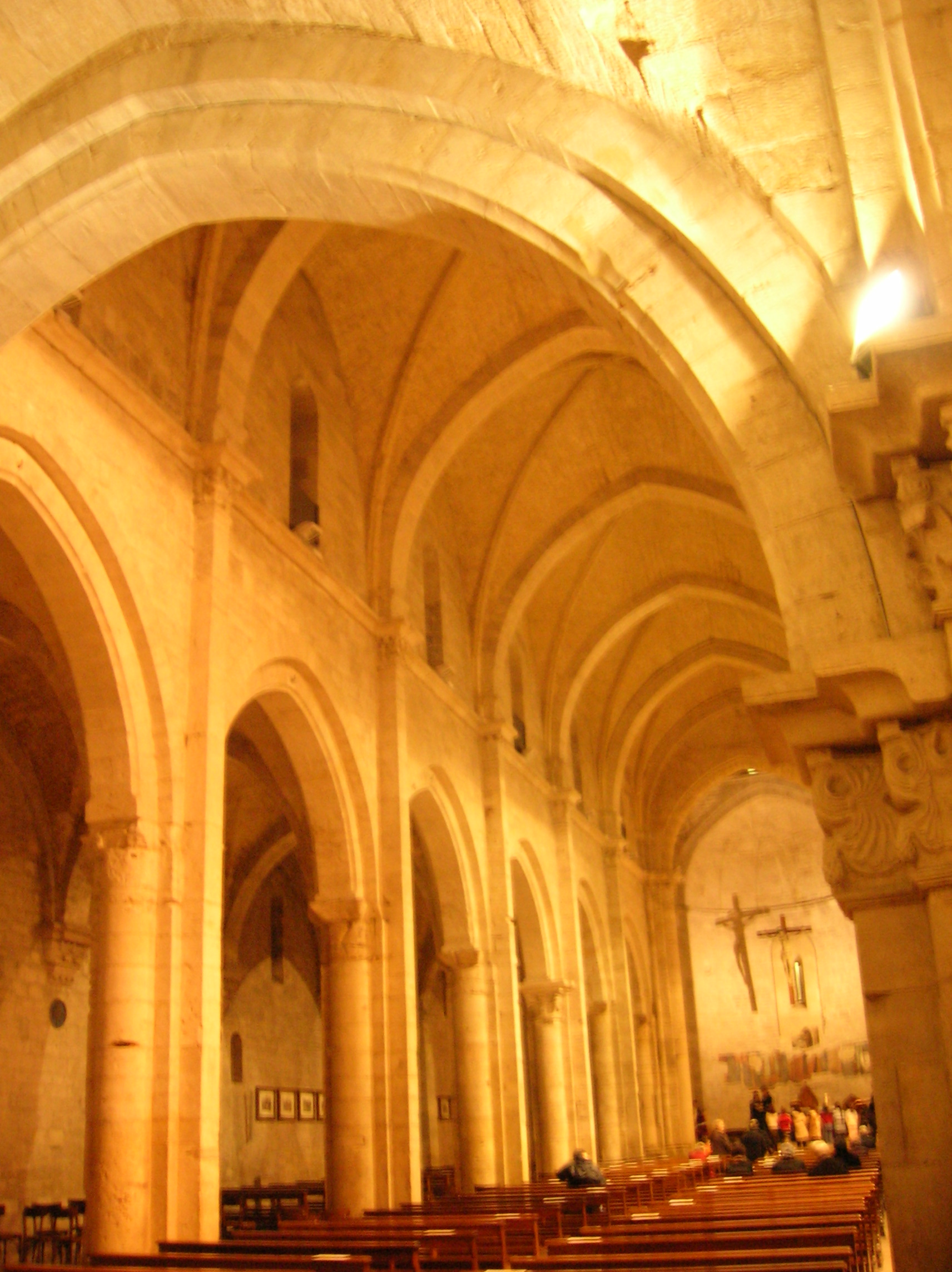
Un'immagine dell'interno della basilica
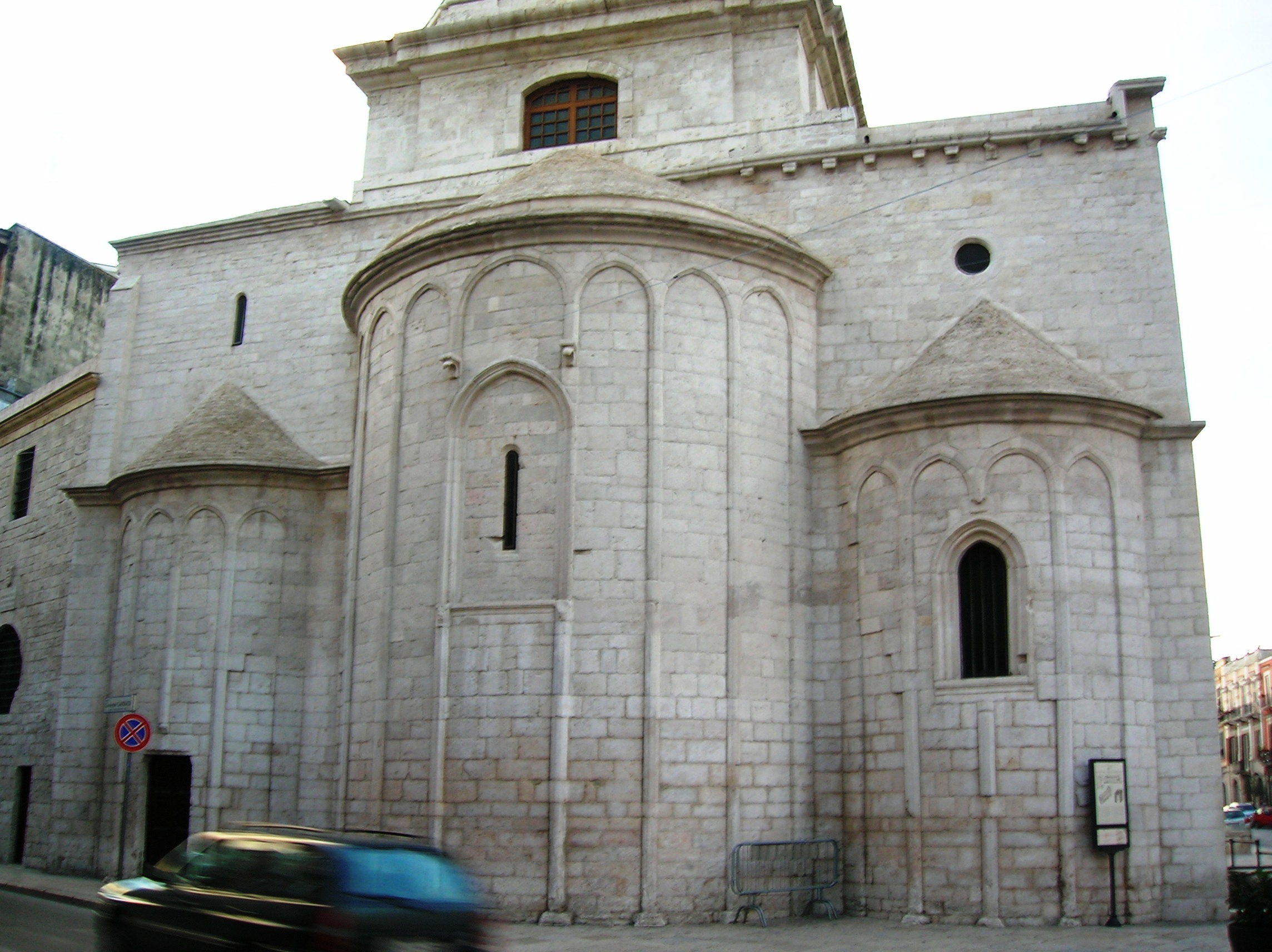
Absidi della basilica su Corso Garibaldi